# Wurmfortsatz

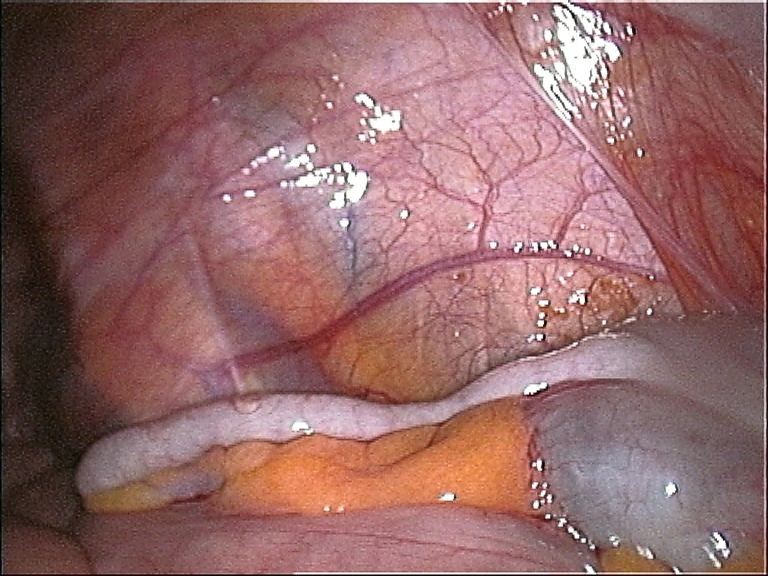
Der Wurmfortsatz ist hier als weißliche, „wurmartige“ Struktur vor dem aufsteigenden Dickdarm zu sehen. Rechts unten der Blinddarm, aus dem der Wurmfortsatz hervorgeht.

Der Wurmfortsatz oder die Appendix vermiformis (umgangssprachlich auch „Blinddarm“ und lateinisch auch Appendix coeci genannt) ist ein Anhängsel am Blinddarm (Caecum) bei einigen Säugetieren. Beim Menschen ist sie im Regelfall etwa zehn Zentimeter lang. Die Appendix besitzt – wie andere Abschnitte des Verdauungstraktes auch – ein Lumen und den typischen Aufbau der Darmwand, in der allerdings zahlreiche Lymphfollikel zu finden sind. Das ist ein Hinweis auf Aufgaben bei der Immunabwehr, weshalb er auch als  Darmtonsille bezeichnet wird und zum darmassoziierten Immunsystem (GALT) gezählt wird.

## Vorkommen
Einen Wurmfortsatz besitzen alle Menschenaffen, am stärksten ist er beim Menschen und bei Gorillas entwickelt. Bei Gibbons, Baumstachlern, Stachelschweinen, Dornschwanzhörnchen, Bibern, Wombats, Taschenmäusen, Hasen  und Pfeifhasen kommt ebenfalls ein Wurmfortsatz vor, bei Galagos, Loris, Gewöhnlichen Makis, Koalalemuren, Meerkatzenverwandten, Kapuzinerartigen, Krallenaffen, Kletterbeutlern, Ringbeutlern, Langschwanzmäusen, Springmäusen und Sandgräbern ist sein Vorkommen variabel. Bei Schnabeltieren, Mausopossums und Ameisenigeln gibt es Wurmfortsatz-ähnliche Strukturen. Bei den meisten anderen Säugetieren, bei Amphibien und Reptilien ist dagegen keine Appendix ausgebildet. Aber auch bei Säugetieren ohne Appendix ist das blinde Ende des Blinddarms reich an lymphatischem Gewebe.

## Anatomie

Lage der Appendix (Markierung) im Darmtrakt

Der erstmals im 16. Jahrhundert eindeutig von Berengario da Carpi beschriebene Wurmfortsatz des Blinddarms findet sich üblicherweise im rechten Unterbauch, liegt intraperitoneal und weist ein eigenes Mesenterium, die Mesoappendix (in Fachkreisen früher auch Mesenteriolum genannt) auf. Die lateinische Bezeichnung Appendix vermiformis prägte in der Mitte des 16. Jahrhunderts der italienische Anatom Guido Guidi (latinisiert Vidus Vidius) in Pisa. Die Lage des Wurmfortsatzes in der Bauchhöhle ist recht variabel. Der Wurmfortsatz ist etwa 10 cm lang, kann in Einzelfällen jedoch deutlich länger sein, und hat einen äußeren Durchmesser von 7 bis 8 mm und einen inneren (Lumen) von 1 bis 3 mm. Bei rund 65 % der Menschen liegt die Appendix aufsteigend hinter dem Zökum (retrocaecale Lage oder retrocoecal); in etwa 31 % der Fälle hat sie eine absteigende Lage. Weitere Varianten sind (insbesondere bei Vorliegen eines Coecum mobile) möglich, z. B. im Oberbauch bei Caecumhochstand oder die linksseitige Lage im Fall des Situs inversus. Da der Abgang der Appendix vom Caecum relativ konstant ist, lässt sich dieser mit Hilfe des McBurney- oder Lanz-Punktes leicht lokalisieren.
Die Appendix wird arteriell von der Arteria appendicularis aus der Arteria ileocolica versorgt.

## Funktion
Glaubte man ursprünglich, dass die Appendix lediglich ein mittlerweile funktionsloses Rudiment darstelle, also ein Merkmal, das im Laufe der Evolution seine Funktion verloren hat, haben neuere Forschungen andere Hinweise ergeben. Nach einer Forschergruppe um William Parker von der Duke University in Durham (North Carolina, USA) können im Falle einer Durchfallerkrankung nützliche Darmbakterien die durch den Durchfall erfolgte Ausschwemmung der Darmbakterienflora zu Gunsten des Organismus überleben. In der Nische der Appendix vermiformis sind diese zusammen mit Molekülen des Immunsystems in eine Schleimschicht eingebetteten Bakterien geschützt und werden von den Zellen des den Wurmfortsatz umgebenden lymphatischen Gewebes mit Abwehrstoffen versorgt. Nach Abklingen der Durchfallerkrankung können die derart überlebenden Mikroben sehr schnell den Dickdarm erneut besiedeln und dabei schädliche Keime verdrängen.
Heute ist diese nützliche Funktion in erster Linie in Ländern mit schlechten hygienischen Verhältnissen für den Menschen von besonderer Bedeutung. Unter guten hygienischen Bedingungen ist die Appendix nach bisherigen Erkenntnissen überflüssig geworden, weshalb auch ihre Entfernung nach einer Entzündung in der Regel in „entwickelten“ Ländern keine negativen Auswirkungen für die betroffenen Menschen hat.

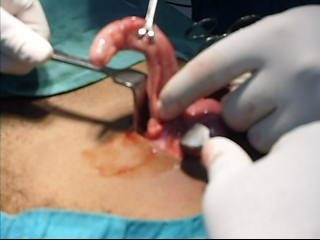
Entzündeter Wurmfortsatz

## Erkrankungen
Der Wurmfortsatz bzw. die Appendix vermiformis (früher auch als Processus vermiformis bezeichnet) ist anfällig für Entzündungen, was zum Krankheitsbild der Appendizitis (Wurmfortsatzentzündung) führt. Die Erkrankung erfolgt meist schon im Kindesalter. Am McBurney-Punkt lässt sich bei einer Appendizitis häufig ein Druckschmerz oder eine Abwehrspannung auslösen. Die Entfernung des Wurmfortsatzes wird als Appendektomie bezeichnet (Erste Operationen am Wurmfortsatz wurden zum Beispiel 1878 durch den Finnen J. Collan, 1883 durch den Engländer C. J. Symonds und 1884 in Zürich durch Rudolf Ulrich Krönlein durchgeführt). Selten kommt auch ein Appendixkarzinom vor.